# Темим ибн Юсуф
Темим ибн Юсуф (год рождения неизвестен — умер в 1126) — сын эмира Альморавидов Юсуфа ибн Ташфина.
При жизни Юсуфа Темим был наместником в Валенсии, после его смерти стал наместником своего брата эмира Али ибн Юсуфа во всей Испании, подчиненной Альморавидам.
Темим в 1108 году разбил кастильцев при Уклесе, что дало возможность в 1110 году захватить на короткий срок Сарагоссу.